# Blanca del Montseny
Blanca del Montseny es un cultivar de higuera de tipo higo común Ficus carica, bífera es decir con dos cosechas por temporada, las brevas de primavera-verano, y los higos de otoño, de higos de epidermis con color de fondo verde claro con sobre color amarillo verdoso, con lenticelas escasas de tamaño medio y color marrón oscuro. Es oriunda de la zona del Montseny.

## Sinonimia
- „sin sinónimos“,[4][5][6]

## Historia
Esta variedad procede de esqueje tomado de un grupo de higueras envejecidas y descuidadas ubicadas en la parte superior del macizo del Montseny. Galgoni tomó esquejes de cuatro higueras y logró reproducirlas en la colección de su higueral. Tres pertenecen a la misma variedad y otro tiene características ligeramente diferentes. Según sus observaciones, estas variedades son similares a las 'Alacantinas' que se pueden encontrar en la isla de Mallorca en la colección de higueras de Montserrat Pons i Boscana en Llucmajor.
En su hábitat y condición originales, las higueras producen pequeños higos que varían de 20 a 40 gramos. Podían verse otras higueras similares en los paisajes circundantes, en medio de viñas viejas y granjas.

## Características
La higuera 'Blanca del Montseny' es una variedad bífera de tipo higo común. Árbol vigoroso, follaje denso, hojas de verde intenso mayoritariamente trilobuladas en cuyos lóbulos hay dientes presentes y sus márgenes son ondulados. Puede haber hojas con cinco lóbulos, pero los dos lóbulos superiores estarán ligeramente marcados.'Blanca del Montseny' es de un rendimiento muy escaso de brevas que además solamente las produce en años propicios, medio alto de producción de higos de otoño.
Las brevas 'Blanca del Montseny' son frutos cónicos alargados piriformes, que no presentan frutos aparejados, de un tamaño grande con unos 40 gramos en promedio, de epidermis de color de fondo verde claro con sobre color amarillo verdoso, con lenticelas escasas de tamaño medio y color blanco, cuello grueso de tamaño medio, pedúnculo grueso y largo correoso de color verde con escamas pedunculares intermedias de color verde. Son de consistencia fuerte y piel muy gruesa, costillas marcadas, carne-receptáculo grueso y de color blanco, con color de la pulpa rosado, cavidad interna ausente, aquenios de tamaño grande y numerosos en cantidad. De una calidad media-baja en su valoración organoléptica, son de un inicio de maduración sobre principios de junio y de rendimiento muy bajo o ausentes.
Los higos 'Blanca del Montseny' son higos esféricos ligeramente alargados piriformes, que no presentan frutos aparejados, de un tamaño mediano unos 20 gramos en promedio, de epidermis de color de fondo verde claro con sobre color amarillo verdoso, con lenticelas escasas de tamaño medio y color marrón oscuro, tienen cuello corto y grueso. Son de consistencia fuerte, piel fina ligeramente peluda, con costillas marcadas, con cavidad interna muy pequeña o ausente, carne-receptáculo grueso y de color blanco, con color de la pulpa rojo,aquenios de tamaño mediano y abundantes. De una calidad de sabor aceptable en su valoración organoléptica, tiene un sabor dulce y delicado. Son de un inicio de maduración sobre inicios de agosto hasta finales de septiembre y de rendimiento medio alto.
Estos higos tienen buenas probabilidades de secarse y de dar un higo paso de calidad.